# Astragalus chloodes
Astragalus chloodes är en ärtväxtart som beskrevs av Rupert Charles Barneby. Astragalus chloodes ingår i släktet vedlar, och familjen ärtväxter. Inga underarter finns listade i Catalogue of Life.